# Steklin-Kolonia
Steklin-Kolonia – wieś w Polsce, w województwie kujawsko-pomorskim, w powiecie toruńskim, w gminie Czernikowo.
Do 2023 miejscowość była przysiółkiem wsi Steklin.
W latach 1975–1998 przysiółek administracyjnie należał do województwa włocławskiego.